# Ujedinjenje Jemena
Ujedinjenje Jemena se dogodilo 22. svibnja 1990. godine. Ujedinili su se južni, DNR Jemen, i sjeverni, AR Jemen. Nadnevak ujedinjenja obilježava se kao nacionalni blagdan Dan jedinstva.

## Povijest
Jemen je bio neobična povijesna usuda. I prije dviju novovjekovnih država, još od starog vijeka, Jemen je bio podijeljen između inozemnih gospodara, ili kao skupina samostalnih država. Korijeni podjele koja je stvorila novovjekovne DNR Jemen i AR Jemen sežu u srednji vijek, kad su sjevernim Jemenom vladali egipatski Mameluci, a južnim dinastija Tahirida. Osmansko Carstvo osvojilo je oba Jemena oko 1538. i tako je bilo jedno stoljeće do osamostaljenja poslije ustanka 1635. pod vodstvom imama šijitske dinastije Zaidita. Zaiditi drže Jemen jedinstvenim jedno stoljeće. Od 1738. od Zaidita južni Jemen pripada sultanu od Laheja, a 1839. južni Jemen pripao je Engleskoj koja je tu uspostavila Adenski protektorat koji nakon jednog stoljeća postaje krunska kolonija, 1937. godine. Sjeverni Jemen ostao je neovisan pod dinastijom Zaidita, a od 1872. Osmanlije ga opet postupno osvajaju. Poslije ustanaka stječe autonomiju, a 1918. neovisno je nakon raspada Osmanskog Carstva kao Kraljevstvo Jemen.

### Sjeverni Jemen
Sjeverni Jemen ostao je polufeudalna i teokratska država do 1948., zatim nakon ubojstva imama Jahje sin Ahmed mu zagovara nesvrstanost i 1958. se priklonio državnom savezu Egipta i Sirije (Ujedinjena Arapska Republika). Ahmedov sin Muhamad al-Badr (Muḥammad al-Badr) je 1962. svrgnut u državnom udaru i proglašena je Arapska Republika Jemen, predsjednik postaje vođa udara Abdulah Salal (‘Abd Allāh Sallāl), uz potporu Egipta i SSSR. Svrgnuti al-Badr uz pomoć Saudijske Arabije i Jordana organizira pobunu koja je prerasla u građanski rat. 1967. godine povukle su se mnogobrojne egipatske snage što je oslabilo režim i već studenoga iste godine Salal je sam srušen u vojnom udaru. Njegove su snage pružale i dalje otpor novom čelniku države al-Irjaniju (‘Abd al-Raḥmān al-Iryānī). Uz posredovanje Saudijske Arabije dogovoreno je primirje 1970. godine, no nove nasilne smjene vlasti dogodile su se 1974., 1977. i 1978. godine. Lipnja 1978. dolazi čelnik koji napokon politički stabilizira državu. Ali Abdulah Salih (‘Alī ‘Abd Allāh Ṣāliḥ) uspijeva uz pomoć Saudijske Arabije, a potom 1980-ih i SSSR-a i sa zapadnim zemljama te liberalizirao politički sustav. Pojedine plemenske skupine nastavile su pružati otpor vlastima, ali to nije bilo signifikantno.

### Južni Jemen
Britanci su Južnim Jemenom upravljali i nakon drugog svjetskog rata. U britanskoj krunskoj koloniji Adenu početkom 1959. u zapadnom dijelu osnovana je Federacija Južnoarabijskih Emirata koja je travnja 1962. promijenila ime u Federaciju Južne Arabije; u približno istom razdoblju Sjeverni Jemen je u državnom savezu s Egiptom i Sirijom (Ujedinjena Arapska Republika, 1958. – 61.) Početkom sljedeće godine priključen joj je i Aden. Na tom su području djelovali vojno-političkih pokreti koji su se borili za neovisnost ali i međusobno ratovali. Većinu teritorija 1967. nadzirala je Nacionalna oslobodilačka fronta (NLF). 30. studenoga 1967. povukle su se britanske snage i proglašena je Narodna Republika Južni Jemen, pod predsjednikom al-Šabijem (Qaḥṭan Muḥammad al-Ša‘abī). Politička praksa bilo je jednostranačje NLF-a po uzoru na komunističke zemlje. Uz nacionalizaciju, sprovedene su pozitivne društvene reforme poput ukidanja ropstva na Sokotri. 
Južni se Jemen razvio kao marksističko, većinom sekularno društvo. Bili su jedina marksistička država na Bliskom Istoku i zato su primali snažnu inozemnu pomoć i druge vrste suradnje s SSSR-om.
1970. država je promijenila ime u NDR Jemen. 1970-ih je SSSR u uspostavio svoje vojne baze u Južnom Jemenu: u Adenu, na Sokotri i dr., a 1971. predsjednik Predsjedničkoga vijeća postao je Salim Ali Rubaji (S. ‘Alī Rubayi). 1978. NLF je promijenio ime u Jemenska socijalistička stranka. Iste godine izveden je državni udar u kojem je ubijen Rubaji, a vlast preuzimaju Ali al-Nasir Muhamad (‘Alī al-Nāṣir Muḥammad) i Abd al-Fatah Ismail (‘Abd al-Fattāḥ Ismā‘īl). Kraj 1979. i 1980. obilježava sukob frakcija na vlasti i rat sa Sjevernim Jemenom. 1979. dogovorena je nova suradnja sa SSSR-om koji je utjecao na ljevičarski radikalnu politiku u Južnom Jemenu, jednostranačje je učvršćeno nakon dolaska na vlast Ali Nasir Muhamad koji 1986. u stranačkim obračunima napušta državu, sve do perestrojke. 1984. je bio građanski rat, iste godine kad je SSSR zaključio sporazum o prijateljstvu sa Sjevernim Jemenom.

### Proces ujedinjenja
Dva su Jemena povremeno se sukobljavala zbog spora oko granice, počevši od 1960-ih. Nakon sukoba 1972. slijedi preokret u odnosima i pregovori o ujedinjenju dvaju Jemena, koje su otežavale razlike u ideologijama, razjedinjenost plemena, upletanje susjeda (Saudijska Arabija) i velesila, sporenje o granicama i dr. jemenskih država. 
Ugovorom iz 1979. uspostavljena je dugoročna ekonomska i vojna suradnja sa SSSR-om. U sukobu vladajućih frakcija, u travnju 1980. pobijedio je Ali Nasir Muhamad (on je učvrstio jednopartijski režim), ali je 1986. zbog novih obračuna otišao iz zemlje; SSSR je posredovao među zaraćenim stranama, a na vlast je došao Hajdar Abu Bakr al-Atas (Haydar Abū Bakr al-‘Attās). Pod utjecajem promjena u SSSR-u, Južni je Jemen potkraj 1980-ih napustio ljevičarski radikalnu politiku.

### Ujedinjenje
Po ujedinjenju predsjednikom ujedinjene države postao je Ali Abdulah Salih (Ali Abdulah Salih), a premijerom Hajdar Abu Bakr al-Atas (Abu Bakr al-Atas). Ujedinjenje se dobro odrazilo na jemensko gospodarstvo koje je bilježilo visoki gospodarski rast po godišnjoj stopi od 4% do 7%, ali je i dalje među siromašnijim arapskim zemljama. Jemen ni nakon ujedinjenja nije izbjegao političke nemire. Sučeljene strane nisu se dogovorile oko podjele vlasti, niti se našlo dobra načina integracije zemlje što je izazvalo separatističke ustanke i proglašenje neovisnog Južnog Jemena (poraz separatista Salihova zamjenika al-Bida) izazvala su građanski rat u veljači 1994. i poraz separatista travnja 1994. godine. Nova separatistička pobuna izbila je 2009. i potrajala do 2015. i prerasla u građanski rat koji traje do danas.